# Bibliothérapie

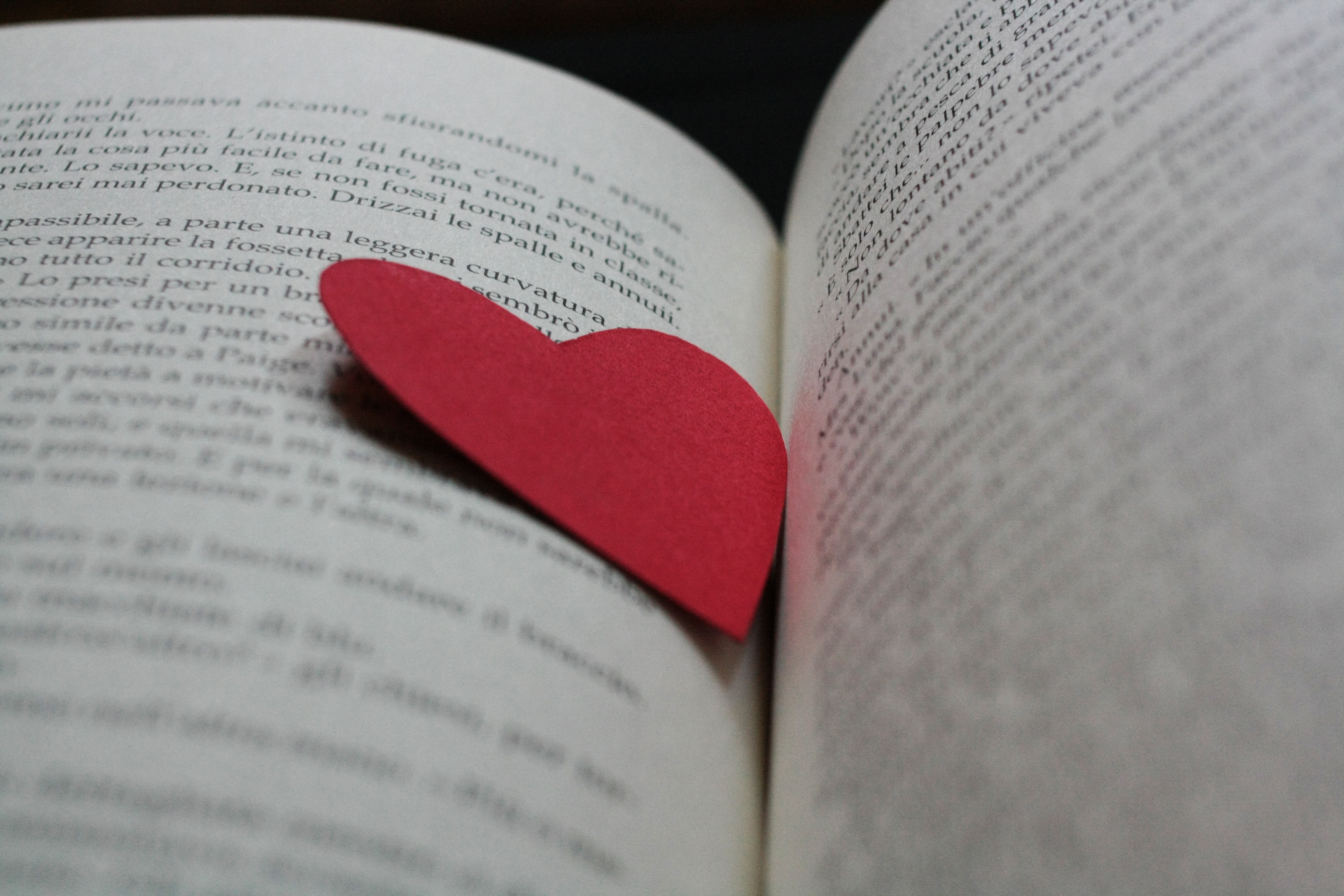

La bibliothérapie désigne en premier lieu les vertus thérapeutiques de la lecture. C'est à partir des années 1960 que l'on a commencé à définir la bibliothérapie comme étant « l’utilisation d’un ensemble de lectures sélectionnées en tant qu’outils thérapeutiques en médecine et en psychiatrie ; et un moyen pour résoudre des problèmes personnels par l’intermédiaire d’une lecture dirigée » ; plusieurs définitions sont apparues par la suite : quelques-unes sont reliées à la littérature et à la philosophie, que ce soit à des fins de lecture ou de soin de l’esprit. D’autres sont plutôt centrées sur un usage médical, par exemple, la définition proposée par Overstad qui désignait la bibliothérapie comme étant « l’utilisation des livres pour promouvoir la santé mentale ».

## Étymologie
Le terme « bibliothérapie », qui ne se trouve pas dans les dictionnaires de la langue française, est un néologisme du XXe siècle — le Centre national de ressources textuelles et lexicales n'en relève qu'une seule occurrence en 1970 — composé de deux termes d’origine grecque : Βιβλιο « livre » et Θεραπία « thérapie ». Le mot « thérapie » désigne essentiellement un sens curatif tant en français qu’en anglais. On peut donc interpréter la signification générale de ce néologisme comme thérapie par le livre ou par la lecture.

## Histoire
L’histoire de la bibliothérapie remonte à la Grèce antique, comme en témoigne l’inscription « La poitrine médicinale de l’âme », qui se trouve au-dessus de la porte de la bibliothèque de Thèbes. Au XVe siècle en France, Christine de Pizan relate dans ses écrits des expériences bibliothérapeutiques qui lui permettent de se perfectionner intellectuellement et moralement, ainsi que de faciliter le veuvage de son défunt mari, à qui elle restera fidèle jusqu'à la mort. On a connu des pratiques reliées à ce type de traitement au milieu des années 1800, alors que des médecins incorporent des livres dans les plans de traitement de leurs patients. Au début du XXe siècle, Marcel Proust dans son texte Sur la lecture donne un indice sur le concept de bibliothérapie lorsqu’il parle du rapport entre lecture et thérapie, il suggère la lecture comme un soin psychothérapeutique. Cependant, ce n’est qu’en 1916, durant la Première Guerre mondiale que la bibliothérapie connaît ses premières expériences concrètes.
En effet, c’est Sadie Peterson Delaney, bibliothécaire en chef de l'Hôpital des anciens combattants des États-Unis, qui utilise des livres afin d’aider les anciens combattants afro-américains qui sont traumatisés par les horreurs de la Première Guerre mondiale. Peterson Delaney arrive à l'hôpital de Tuskegee en 1924 et reste en poste jusqu'à sa mort en 1958. Elle est chargée de créer un service de bibliothèques pour les patients. À son arrivée, la bibliothèque contient 200 volumes et une seule table de travail. À la fin de l'année 1924, la bibliothèque contient au moins 4000 volumes destinés aux patients et environ 85 volumes sont disponibles pour le personnel médical. D'abord, elle devait élargir la collection de la bibliothèque et la penser en fonction des lecteurs cibles. Elle inclut des livres de tous les horizons, mais comme les patients qu'elle rencontre sont des vétérans afro-américains, elle va inclure dans sa collection des œuvres de la littérature afro-américaine et de la culture africaine pour répondre à la demande. Peterson Delaney avait pour but d'amener les livres à ceux qui n'y ont pas accès. Elle joue un rôle de facilitatrice en offrant des projections de livres pour les patients ayant des blessures aux mains ou au bras et qui ne peuvent physiquement tenir un livre. Elle va aussi offrir une collection de livres en braille et ouvrir une aile consacrée uniquement aux patients aveugles. Peterson-Delaney pratique la méthode de la porte-ouverte dans sa bibliothèque c'est-à-dire qu'elle crée un espace dans lequel les patients se sentent les bienvenus et qui est propice à la lecture. Elle souhaite que les patients investissent l'espace de la bibliothèque et que ce soit un lieu de rassemblement et d'échanges entre le personnel et les patients, mais aussi pour les patients entre eux. Elle crée l'heure du conte pour les adultes ainsi que des rencontres mensuelles afin de discuter de différents livres. Les techniques de bibliothérapie de Peterson Delaney sont basées sur la lecture et la découverte à travers les livres. Elle permet de reconnecter les patients ayant vécu les traumatismes de la guerre avec le monde qui les entoure et de se redécouvrir eux-mêmes par ce processus. La lecture permet ainsi de briser leur isolement et de remettre en perspective leur vécu en le comparant à d'autres expériences similaires. L'échange est tout aussi important que la lecture elle-même. Les différentes activités organisées par le service de bibliothèque font partie du processus thérapeutique. Les activités créent un espace sécuritaire pour échanger ses expériences et débattre d'idées sans jugement ou représailles. Peterson Delaney travaille de pair avec le personnel médical afin de connaître l'histoire personnelle des patients et leur vécu et pouvoir ainsi adapter ses collections à chaque patient et ainsi soutenir leur cheminement thérapeutique vers la guérison. Elle connaît très bien le contenu des livres de sa bibliothèque ce qui lui permet d'offrir une sélection personnalisée à chaque patient en fonction de ses intérêts personnels, ses besoins thérapeutiques ou ses objectifs d'apprentissage.
Dans les années 1930, Le Dr William C. Menninger, un psychiatre renommé, a également aidé à établir la bibliothérapie comme forme de traitement dans sa clinique du Kansas. Depuis sa création, la bibliothérapie a été étudiée par des personnes intéressées par la santé mentale afin de mieux comprendre ses utilisations et son efficacité.
En 1946, en France, Lucie Guillet incitait le patient souffrant d’une maladie mentale, à lire des vers afin de se laisser gagner par ce « fluide poétique » bénéfique. En 1973, on parle aussi de la théâtrothérapie, une méthode qui ressemble à celle de la bibliothérapie où se cherche une collaboration entre le psychiatre qui suit le malade et le moniteur. C’est à partir des années 2000 que la bibliothérapie commence à être reconnue et mise en pratique, notamment en Angleterre, ainsi qu’au Canada (Québec) où la bibliothérapie a commencé à être intégrée aux différentes thérapies psychologiques pour les enfants souffrant d’hyperactivité, de dépression, de phobie sociale, etc.

## Approche de la bibliothérapie
Pour certains, la lecture est considérée comme « un événement solitaire, un rendez-vous privé avec un autre monde, seul à seul avec le livre, seul à seul avec soi-même ». C’est pourtant la lecture qui a aidé à surmonter certaines étapes difficiles dans l’histoire de l’humanité. À cet égard, l’anthropologue Michèle Petit mentionne le rôle de la lecture dans la reconstruction de soi en faisant le constat « que les livres aident quelquefois à tenir la douleur ou la peur à distance, à transformer des chagrins en idées et retrouver la joie ».
Dans Proses philosophiques Victor Hugo dit : « Un livre est un engrenage. Prenez garde à ces lignes noires sur du papier blanc ; ce sont des forces ; elles se combinent, se composent, se décomposent, entrent l’une dans l’autre, pivotent l’une sur l’autre, se dévident, se nouent, s’accouplent, travaillent. Telle ligne mord, telle ligne serre et presse, telle ligne entraîne, telle ligne subjugue. Les idées sont un rouage. Vous vous sentez tiré par le livre. Il ne vous lâchera qu’après avoir donné une façon à votre esprit. Quelquefois les lecteurs sortent du livre tout à fait transformés. Homère et la Bible font des miracles. ».
De la même manière, d’autres auteurs décrivent les premiers efforts pour étudier la bibliothérapie comme un ensemble d’actions, en prenant la lecture comme un outil, qui mène à un changement d'attitude en réduisant les peurs et le stress chez les enfants et les jeunes.
En 2013 paraissait le livre très original d'Ella Berthoud et de Susan Elderkin The Novel Cure où les auteures présentent leurs conseils de lecture sous forme de "remèdes littéraires". L'ouvrage, très sérieux par ailleurs est présenté de façon humoristique comme un index des différents maux de l'âme, avec à chaque fois des recommandations de lecture. À noter qu'il s'agit uniquement de romans, ce qui différencie de façon intéressante l'approche de la bibliothérapie et la rend accessible à tous.

## Approche thérapeutique
Le pouvoir thérapeutique du livre consiste à rendre accessible au grand public une littérature propre aux sentiments. Certains utilisent cette méthode thérapeutique afin de permettre au patient de sortir de l’enfermement, de la lassitude, pour se réinventer, vivre et renaître à chaque instant dans la dynamique d’un langage en mouvement. On peut ainsi considérer que la bibliothérapie fait partie de «l’art-thérapie», en soulignant que « la lecture à haute voix est aussi un acte de création ». Autrement dit, c’est un des moyens par lesquels les personnes en difficulté (psychologique, physique, sociale ou existentielle) mettent en œuvre le traitement par lui-même à travers la lecture.
D'autre part, le livre peut être un vecteur d'analyse existentielle. Créée par le bibliothérapeute Erwin Julliard, la bibliothérapie existentiale utilise la littérature et la Daseinsanalyse pour traiter les troubles psychologiques tels que la dépression, l'angoisse, le burn-out... Inspirée par les travaux d'Heidegger et de Gadamer, la bibliothérapie existentiale tend à passer de l'art-thérapie et de la recherche de bien-être à une véritable psychothérapie.
Dans son ouvrage La littérature peut-elle soigner ?, la psychiatre et psychanalyste Isabelle Blondiaux résume l’approche thérapeutique de la bibliothérapie : « Inséparablement technique de soin et méthode de développement personnel, sa double vocation médicale et existentielle en fait un ensemble de pratiques qui visent autant le traitement des maladies somatiques et psychiques que l’amélioration de la santé et le mieux-être».
Il existe alors deux modèles de bibliothérapie, soit la bibliothérapie informative et la bibliothérapie créative. Dans le cadre de la thérapie cognitivo-comportementale, la première consiste à éduquer et à informer les personnes ayant des troubles diagnostiqués. La deuxième consiste en une littérature imaginative distrayant le lecteur de ses préoccupations quotidiennes.

## Bibliothérapie informative
Ancrée dans la culture anglaise, la bibliothérapie informative est caractérisée par une relation soignant-client et non selon un rapport soignant-patient comme c’est le cas dans la tradition française. On considère alors que le patient est autonome et qu’il a le droit à l’information. Suivant les pratiques anglo-saxonnes, la bibliothérapie informative (aussi connue sous le nom de cognitive) se fraie progressivement un chemin dans le monde francophone, c’est-à-dire en France et au Québec. De plus en plus, les professionnels de la santé qui reconnaissent la complémentarité de la bibliothérapie à leurs pratiques mettent à profit les vertus thérapeutiques de la lecture en prescrivant des livres à leurs patients.
Cette pratique est très répandue en Angleterre avec le programme Reading Well Books on Prescription où les professionnels de la santé travaillent en étroite collaboration avec les bibliothèques publiques dans le but d’aider les personnes souffrant de dépression, d’anxiété, de phobie ou de désordres alimentaires. Certaines compagnies d’assurances remboursent les livres prescrits par le médecin.
Pierre-André Bonnet identifie trois manières différentes de prescrire la bibliothérapie par un médecin généraliste lors d’une consultation : « En premier lieu, le conseil de lecture non spécifique. La lecture est ici conseillée comme un moyen de s’extraire des difficultés, ou pour amener le patient à mieux comprendre son problème […] En deuxième lieu, le conseil orienté sur la résolution d’un problème. […] En inoculant par la lecture des notions théoriques on agit de manière non intrusive, sans surmédicaliser un problème mineur mais en prenant en compte la plainte du patient […] Enfin, lorsque les troubles sont marqués soit par leur gravité soit par leurs conséquences dans la vie quotidienne […] La prise en charge comprend un suivi en consultation classique associé à la lecture d’un livre spécifiquement écrit pour la gestion d’un problème ; pour exemple les phobies spécifiques. ». On peut donc conclure qu’il existe trois catégories de bibliothérapie informative, soit une lecture pour approfondir un problème sans chercher à le guérir de prime à bord, une lecture pour affronter un problème mineur dans le but de le guérir et une lecture associée à de multiples séances thérapeutiques afin d’aider un patient empreint d’un problème majeur à le résoudre.
La popularité de la bibliothérapie informative découle entre autres de sa simplicité autant au niveau de sa mise en application qu’à son évaluation par les professionnels de la santé. De plus, sur le plan économique, elle représente une alternative thérapeutique moins dispendieuse.
« Les études présentent la bibliothérapie informative à la fois comme une méthode efficace de prévention et de soins primaires, une manière de suppléer à la déficience de couverture médicale des zones défavorisées et de compléter ou d’élargir aux champs de l’éducation thérapeutique et de la santé mentale les domaines de compétence et les possibilités d’intervention des médecins généralistes ».

### Les livres deself-help
Les professionnels de la santé prescrivent en grand nombre comme outils thérapeutiques les livres d’aide à soi-même, mieux connus sous le nom de Self-Help Books. À la différence de la bibliothérapie créative, ces ressources sont généralement des ouvrages non romanesques qui procurent de l’information afin de résoudre un problème prédéterminé. Les livres d’aide à soi-même peuvent aussi contenir des marches à suivre permettant aux lecteurs d’atteindre les objectifs du traitement. La lecture du livre devient secondaire, laissant plutôt place à la connaissance supportée par celui-ci. Le but des livres d’aide à soi-même est donc d’assimiler des théories et de les reproduire dans notre vie dans le but de l’améliorer.

### Bibliothérapeutes
La bibliothérapie peut aussi être prescrite par un bibliothérapeute. Dans son mémoire de maitrise intitulée La bibliothérapie – Quelles applications en lecture publique ?, Ludivine Blondelle nous offre une excellente définition de la profession de bibliothérapeute : « Le bibliothérapeute est par définition celui qui pratique la bibliothérapie. Il peut l’exercer aussi bien en libéral que dans le cadre ou en parallèle d’une autre profession, qui peut avoir rapport au secteur du livre (bibliothécaire, documentaliste, libraire, éditeur…) ou à d’autres domaines, plus spécifiquement médicaux et sociaux. Il ne s’agit pas d’une profession reconnue en France, et il existe très peu de bibliothérapeutes sur le territoire français actuellement. La première, et jusqu’à récemment seule, formation proposée à ce jour est celle de Régine Detambel dans le sud de la France, à proximité de Montpellier. Cette formation, d’une durée d’une journée, délivre une attestation donnant droit au bénéficiaire d’exercer cette pratique. » Bien que cette profession ne soit pas reconnue, le ou la bibliothérapeute doit posséder certaines caractéristiques essentielles telles que l’amour de la littérature, l’urge d’aider les autres et une stabilité émotionnelle.

## Bibliothérapie créative

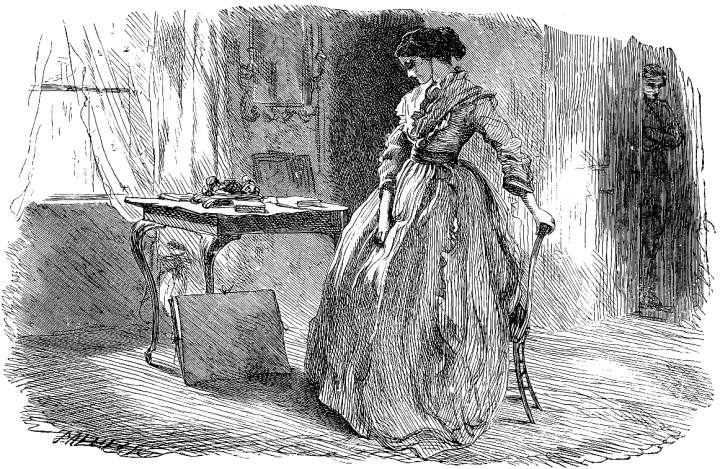

L’objectif de la bibliothérapie créative est d’accompagner le patient dans un processus d’actualisation et de développement. Pour ce faire, le bibliothérapeute emploie la littérature de fiction ou la poésie, qui interpellent alors l’imaginaire du patient. Les images structurées dont est composé l’imaginaire se trouvent à être des ressources auxquelles le patient peut avoir recours de manière intuitive et créative. Ces images proviennent d’histoires et peuvent être intégrées à la vie, de sorte à mieux l’orienter, tel que l'indique le psychologue Bruno Bettelheim. La lecture créatrice qu’implique la bibliothérapie créative confère ainsi de nouveau un « rythme d’existence » grâce à un élément du langage que le philosophe Paul Ricœur nomme l’« innovation sémantique », soit la poésie. La lecture créatrice consiste donc en une expérience existentielle et linguistique, ce qui implique que la lecture et l’interprétation deviennent des réalités non plus extérieures et objectives mais qui appartiennent au lecteur, pouvant dès lors devenir sujet. En bibliothérapie créative, la fonction du bibliothérapeute est par conséquent d’inciter le lecteur à devenir le lecteur de lui-même puisque lire un texte c’est se lire soi-même.

### Poésie-thérapie
La psychothérapeute française Lucie Guillet explique dans son essai sur la poéticothérapie qu’elle soigne des patients par la poésie. La diction poétique, contrairement aux ressassements automatiques de l’autosuggestion, constitue une activité physique et rythmique. Chaque trouble a son traitement poétique correspondant. Autrement dit, la nature du trouble psychologique indique le type de poème qui doit être prescrit au patient. À cet effet, les apports de Jacques Lacan induisent le soin par la métaphore, qui donne accès aux émotions et qui entre en résonance avec des parties de la pensée difficilement accessibles. Paul Ricœur indique que dans un texte, la métaphore « transfigure le réel » et redécrit ainsi la réalité. La métaphore implique donc la capacité de produire un sens nouveau et renvoie au fait que comprendre un texte implique que l’être se comprend devant le texte. En bibliothérapie, la compréhension d'un texte n'est donc pas d'ordre intellectuel. La lecture vise plutôt à susciter une réaction émotive et thérapeutique.
Le traitement qu’implique la poésie-thérapie doit être effectué par le patient lui-même puisque seule l’énergie du poème doit pouvoir s’introduire en lui. Lors de ses traitements, Lucie Guillet inculque à ses patients la cure d’isolement par la poésie. Il s’agit, en fait, de réciter mentalement de la poésie. Ce processus d’isolement poétique permet de recouvrer une tranquillité d’esprit lorsqu'une forme d'angoisse surgit

### Bibliothèque Apothicaire
Katy Roy, dans son ouvrage précité, propose l'expression Bibliothèque Apothicaire, en associant à la bibliothérapie un rôle similaire à l'apothicaire, terme autrefois utilisé pour l'ancêtre du pharmacien. Apothicaire signifiant le responsable de l'entreposage, le rôle du bibliothérapeute serait donc en quelque sorte un gardien des imaginaires.

## Le souci de soi
La bibliothérapie a affaire avec le soin. Les philosophes stoïciens Sénèque, Épictète et Marc Aurèle ont fait référence aux moments qu’un être doit consacrer à se tourner vers lui-même. Le philosophe français Michel Foucault mentionne que l’être a besoin de discours vrais et raisonnables, qui sont comparés par Plutarque à des médicaments. Cette « médecine de l’âme » doit pouvoir surgir d’elle-même quand cela s’avère nécessaire. Les stoïciens et les épicuriens préconisaient la technique d’« armer le sujet d’une vérité qu’il ne connaissait pas et qui ne résidait pas en lui ». Diverses méthodes peuvent alors être employées telles que la remémoration d’une vérité déjà connue mais que l’être peut s’approprier davantage ainsi que la prise de notes au cours d’une lecture, pouvant ainsi être relues par la suite. L’écrivain Franz Kafka soutient d’ailleurs que les gens ont besoin de livres qui agissent sur eux et qu’« un livre doit être la hache pour la mer gelée en nous ».
En bibliothérapie, le livre est un outil qui permet de communiquer des émotions ou des intuitions qui mènent à une meilleure compréhension de soi. Marc-Alain Ouaknin indique que le sens premier du terme thérapeute renvoie au prendre soin. Il conçoit la bibliothérapie telle une médecine préventive puisque le « premier mouvement de la maladie est l’enfermement ». Dans un même ordre d’idée, le théologien Jean-Yves Leloup mentionne qu’il faut soigner particulièrement ce qui n’est pas malade chez l’être. L’être peut donc apprendre à prendre soin de lui à travers les livres. D’ailleurs, soigner par les livres sacrés est également une pratique de l’hindouisme.

## Critiques de la bibliothérapie
Dans la dernière moitié du 20e siècle, même si la bibliothérapie était bien établie aux États-Unis , elle était une pratique suscitant encore de la méfiance dans le corps doctoral parce que le concept de bibliothérapie n’était pas encore clairement défini: des psychiatres voulaient faire la distinction entre le réconfort des patients malades par le livre ou l’accès à de l’information sur leur maladie et les méthodes de traitement psychologiques offertes en hôpital. De plus, selon Favazza (1966), les effets positifs de la bibliothérapie étaient supposés par les psychiatres selon leurs connaissances disciplinaires et acquises dans la pratique sans qu’assez d’études cliniques soient faites pour prouver ces hypothèses. Parmi les études qui ont été faites, il a été trouvé que les effets positifs de la bibliothérapie comme méthode de traitement psychologique unique étaient mitigés et s’il y en avait, ils étaient difficiles à maintenir en dehors du contexte thérapeutique. Or, si la bibliothérapie accompagnait un autre traitement, les effets positifs se présentaient davantage et se maintenaient plus facilement une fois que le traitement était terminé. Les auteurs étaient d’accord que la bibliothérapie mériterait d’être recherchée davantage pour comprendre pourquoi et comment elle peut être bénéfique aux patients: elle était considérée un moyen accessible à tous pour le développement personnel qui ne guérirait pas leurs maux psychiques, mais pourrait les soulager,.
Malgré les études subséquentes faites au 21e siècle, aux États-Unis et ailleurs dans le monde, qui ont prouvé les effets bénéfiques de la bibliothérapie comme traitement psychologique de soutien (ex. lors de la pandémie de la Covid-19, après l'accouchement ) ou comme outil d’intervention aidant au développement social, émotionnel des enfants, des adolescents et des adultes (ex. ceux en transition à l'université), la bibliothérapie suscite encore des critiques. Des chercheurs en bibliothérapie critique à l’Université de Guelph au Canada mettent en évidence que la bibliothérapie sépare les problèmes psychologiques du contexte social des patients. Donc, elle ne prend pas en compte comment l’environnement d’une personne et son statut social affectent son bien-être psychologique. Plus précisément, ses praticiens visent à ce que leurs patients remplacent leurs sentiments négatifs (ex. la colère ou le mécontentement) par des sentiments positifs purement au plan psychologique individuel sans reconnaître que l’environnement immédiat de ses patients peut faire en sorte qu’il est impossible pour eux d’effectuer les changements qui leur permettraient d’échapper à leurs sentiments négatifs. À cause de ce biais fondamental, beaucoup de travaux et de pratiques en bibliothérapie reproduisent les idéaux dominants en santé et en psychologie.
Finalement, dans une perspective davantage artistique que scientifique, la bibliothérapie a été critiquée en 2018 au Québec dans un article de la revue Lettres québécoises : la Revue de l’actualité littéraire comme une manière d’appréhender le livre très réductrice : le livre n’est lu que s’il aborde des sujets permettant aux lecteurs de résoudre leurs problèmes personnels. Une œuvre littéraire n’est ainsi plus jugée pour ses mérites artistiques, donc littéraires,  mais uniquement pour ses mérites psychologiques. Conséquemment, la lecture devient une activité égocentrique où la beauté d'une œuvre ou sa capacité à transcender le vécu d'un individu perdent en importance au profit de l'autoréalisation.

## Recherche
Dans le domaine académique, de nombreuses études ont été faites sur l’efficacité de la bibliothérapie comme traitement pour les troubles de santé mentale. Par exemple, une analyse bibliographique de recherches s’étendant sur une période de 27 ans conclut que cette thérapie se montre efficace à long terme pour les adultes dépressifs. Une étude menée par Catherine Éthier en 2018 au Québec présente des résultats qui suggèrent un autre bienfait potentiel de la lecture : évalué dans un contexte de traitement autoadministré, on note une amélioration de la flexibilité psychologique. Malgré ces résultats, ces études mentionnent aussi que des recherches supplémentaires demeurent à être complétées.
La recherche sur la bibliothérapie en milieu scolaire soutient l’intégration de programmes dans les écoles. Par exemple, on propose que cette pratique dans les programmes d’intervention favorise le développement de compétences sociales et intrapersonnelles chez des jeunes. Ces mêmes chercheurs proposent que la bibliothérapie puisse accroître les sentiments d’espoir chez les élèves et par conséquent avoir un impact positif. Par ailleurs, on suggère aussi que la lecture à voix haute favorise l’empathie et le développement académique de l’enfant.
Au Québec, différents outils développés dans un contexte de recherche ont récemment validé les bienfaits d’une approche thérapeutique de la bibliothérapie. Notamment, une étude portant sur l’utilisation du livre Le Trésor de l’île rouge présente 3 différents points de vue sur «L’adaptation d’un dispositif de bibliothérapie pour les enfants âgés de 7 à 11 ans vivant avec un parent ayant un trouble mental» : celui des parents, celui des intervenants, ainsi que celui des enfants – ce dernier, selon l'auteure, trop rarement pris en compte surtout lorsque l’on considère qu’ils demeurent ceux à qui s’adresse le livre. Ces points de vue s’avèrent, en conclusion, favorables à cette démarche et tendent donc à démontrer tant la pertinence que l’appréciation de la bibliothérapie dans ce contexte, notamment au regard des trois facteurs suivants : l’apprentissage concret de stratégies et d’outils dans la gestion quotidienne des défis qu’ils peuvent rencontrer par l’entremise des aventures et défis que rencontrent les personnages de l’histoire, afin d’amorcer la discussion en famille sur un sujet délicat et permettre le renforcement du lien familial, et la prévention de la santé mentale chez les enfants par la présentation de facteurs de protection plus généraux. Ensuite, l’essai doctoral sur la conception d’«un outil d'intervention bibliothérapeutique destiné aux enfants âgés de 9 ans à 12 ans, endeuillés d'un parent à la suite d'un suicide» (Jérémy traverse un tsunami : une histoire pour aider les jeunes endeuillés d'un parent à la suite d'un suicide, 2021) s’articule lui aussi autour des points de vue :  des enfants, des parents et des intervenants. Des bénéfices reliés à la bibliothérapie sont d’ailleurs mentionnés pour chacun de ces publics :  « aide à mettre en mots l'expérience de deuil, normalise les réactions et les pensées de deuil, diminue le sentiment d'isolement, illustre la diminution de la souffrance émotionnelle et la continuation de la vie» pour l’enfant, «sensibilise au vécu de l'enfant endeuillé, offre des verbatims d'interactions avec l'enfant, présente un modèle parental optimal, vulgarise des connaissances scientifiques sur le deuil, présente des moyens concrets pour soutenir l'enfant endeuillé» pour le parent endeuillé, et offre à l’intervenant un outil d’intervention sur un sujet pour lequel peu de livres pour les enfants vivant avec cette réalité semblent être offerts.

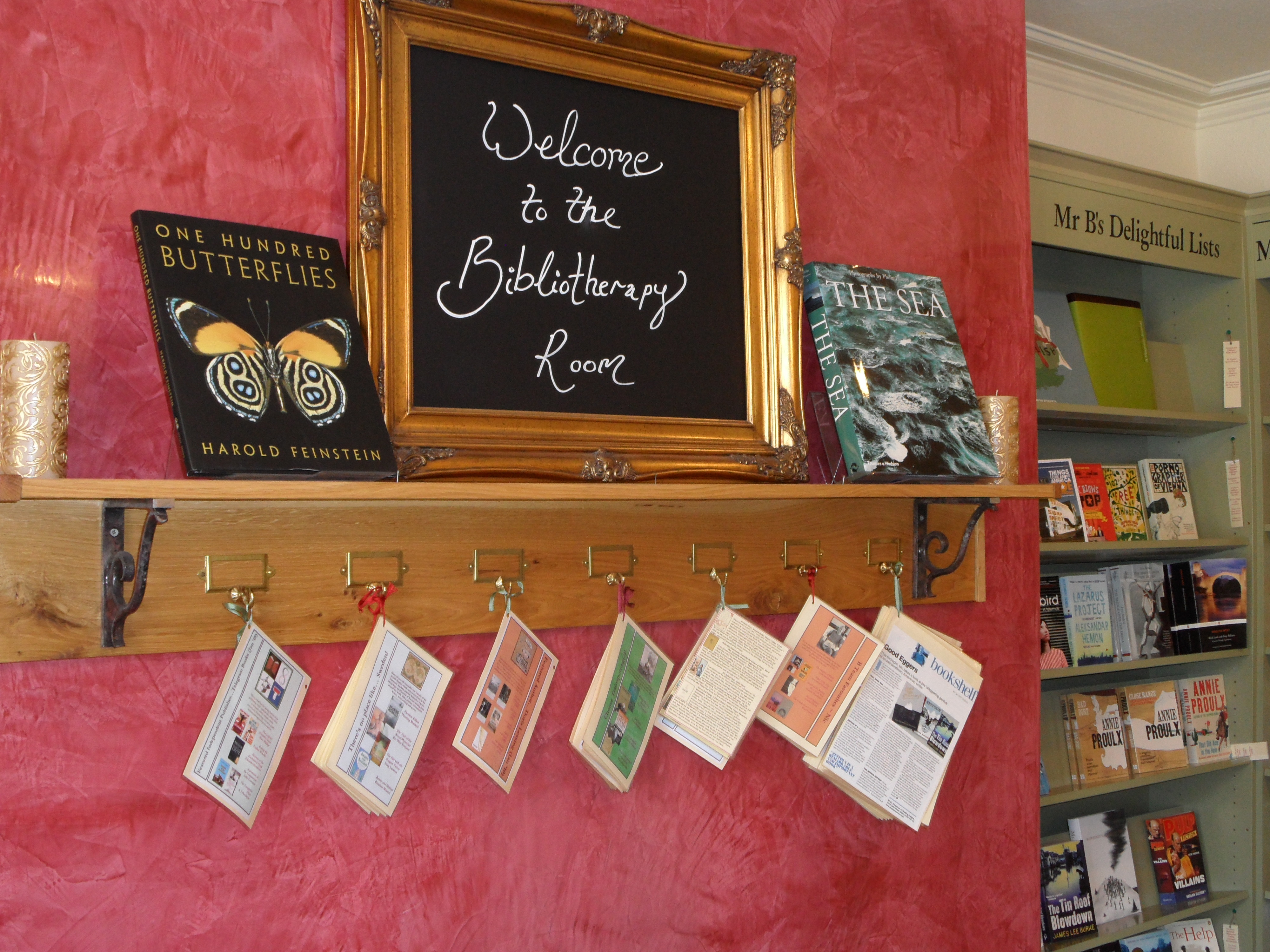
Lire pour se faire du bien

### Bibliothérapie jeunesse
Jean Gervais, spécialiste québécois en psychologie de l'enfant, a révélé, en 2013, les bénéfices de la bibliothérapie jeunesse dans un programme de prévention des troubles anxieux dans le milieu primaire des enfants âgés de 9 à 12 ans. La bibliothérapie fait référence à l'utilisation des livres et des histoires pour fournir des occasions de comprendre des problèmes personnels et pour faciliter la guérison émotionnelle,. Les livres peuvent fournir un « filet de sécurité» pour les problèmes émotionnels intenses en les plaçant dans une zone sécuritaire et ils permettent à l'enfant de les analyser et de les résoudre confortablement
Bien que les avantages de la bibliothérapie soient reconnus dans plusieurs recherches, les chercheurs mettent en garde contre certains aspects du processus. Par exemple, un enfant qui considèrerait les livres comme une forme de scolarisation ou de test pourrait donc être effrayé par la suggestion de la lecture.
La bibliothérapeute pour la jeunesse, Aurélie Louvel a mentionné qu’il est important d’accompagner les élèves avec des « activités bibliothérapeutiques ludiques » sans évoquer le mot « thérapie », ce qui est différent d’une démarche destinée aux adultes et cela favorise un bien-être des enfants et des adolescents par la lecture et par l’activité créative qui permet d’identifier et d’extérioriser des émotions et d’accéder à une meilleure compréhension des évènements. Sa méthode se compose de trois éléments principaux: la mise en place d’espaces propices à la pratique de la bibliorelaxation qui utilise des techniques relevant des thérapies cognitives et comportementales (TCC), et la pratique de bibliothérapie ludique et créative qui recourt à la fois aux thérapies créatives et aux thérapies par le jeu. Après avoir établi l’importance de la lecture pour les enfants et les bienfaits de la lecture sur eux, dont le fait qu’il soit «… prouvé scientifiquement que lire seulement six minutes par jour réduit le stress de 68%», cette bibliothérapeute pour la jeunesse marque la différence entre ces bienfaits et la bibliothérapie. Ainsi, ce qui diffère par exemple une lecture en classe et une lecture bibliothérapeutique tiendrait dans les objectifs visés, puisqu’une lecture menée par un biliothérapeute sera effectuée à partir d’un ouvrage ciblé pour cet usage, visera le mieux-être ou le bien-être tout en accompagnant l’enfant dans son ressenti, alors qu’une lecture en classe est plus souvent axée sur le plaisir de lire, la découverte et/ou l’analyse littéraire. L’auteure mentionne également qu’il importe d’être vigilant dans la sélection des textes, notamment quant à une confrontation trop directe de ses émotions, et de demeurer vigilant face aux réactions que peuvent manifester les enfants; le lien créé entre l’enfant et le bibliothérapeute reste donc primordial afin que cet accompagnement puisse permettre à l’enfant d’en ressentir les bienfaits. Si l’auteure affirme que l’album est «le genre privilégié de la bibliothérapie jeunesse», les bienfaits que seraient susceptibles de procurer les différents genres et des exemples de titres sont également mentionnés. Elle relève aussi qu’il faille prendre en considération le fait que certains genres plairont davantage à certains lecteurs, renforçant l’importance du suivi que peut offrir le bibliothérapeute, de même que son expertise quant à la sélection des titres au regard de son rôle de facilitateur. Parce qu’elles semblent mieux se prêter aux ressenti, les œuvres plus poétiques ou présentant des métaphores sont nommées comme des orientations à considérer lors des acquisitions.

## Programmes de bibliothérapie dans les bibliothèques publiques
Selon l’International Federation of Library Associations and Institutions (IFLA), la bibliothérapie devrait être ajoutée aux services offerts dans les bibliothèques publiques parce que qu’elle permet aux usagers de s’informer sur leurs besoins en santé mentale et de surmonter les difficultés qui y sont associées par le recours à la créativité et à la lecture. Cette pratique entre directement dans un des objectifs de l’IFLA pour les bibliothèques, soit qu’elles offrent un accès universel à du matériel qui serait bénéfique au développement social, culturel, éducatif et économique des usagers (IFLA, 2008).
En 2015, la Vancouver Public Library, à l’aide de sa communauté d’usagers,  a créé une liste de référence s’intitulant «Bibliotherapy for counselling» contenant des albums jeunesse abordant des sujets délicats, en plus d’une liste sur la bibliothérapie pour les cœurs brisés créée par le personnel de la bibliothèque, mise à jour en 2023. En effet, une des formes les plus simples de bibliothérapie applicable en bibliothèques sont les programmes de références où un bibliothécaire offre un livre en bibliothérapie selon ce que l’usager lui demande. Une autre façon d’offrir de la bibliothérapie en bibliothèques serait d’y engager un bibliothérapeute. Un exemple serait «Airshyre Read Yourself Well» en Écosse, de 2005 à 2008, où il y avait un bibliothérapeute qui prenait rendez-vous avec des usagers pour leur suggérer des livres selon leurs besoins en santé mentale Ce programme était réalisé en collaboration avec les services sociaux et les médecins.  Plus récemment, toujours en Écosse, le projet de bibliothérapie créative Braw Blether nécessite les services d'un bibliothérapeute pour animer un cercle de lecture destiné aux usagers avec des problèmes de santé mentale ou qui subissent de la solitude ou de l'isolation.
Les bibliothèques publiques dans le monde peuvent mettre en place des programmes pour accompagner les usagers dans leurs besoins en santé mentale selon les modèles suivants, issus du Royaume-Uni où la bibliothérapie est une pratique qui y est très développée:
1. Books on Prescription  (BoP) : Selon ce modèle de programme, les bibliothèques et les spécialistes en santé travaillent de pair pour offrir des listes de recommandations de livres d’aide à soi-même (self-help books). Les professionnels font des recommandations et les bibliothèques vont ensuite acquérir et entreposer ces livres pour les rendre accessibles au plus grand nombre de personnes. Ce modèle est davantage centré sur le traitement de troubles mentaux.
2. Reading and You Service  (RAYS): ce modèle prend son origine dans les bibliothèques publiques et peut inclure des collaborations avec le milieu de la santé et des services sociaux. L’objectif des programmes dans ce modèle est d’offrir un environnement de discussion sur la littérature et d’encourager les usagers avec des problèmes de santé mentale à utiliser les livres pour se sentir mieux. Une variété de livre est utilisée dans ce programme comme toute personne est unique et a des réactions uniques à ce qu’elle lit. C’est un modèle qui est davantage centré sur l’individu et sur la bibliothèque.
3. Get Into Reading (GIR) : ce modèle en est un de bibliothérapie créative centrée sur la lecture de fiction et de poésie rythmée par la discussion en groupe. Les programmes dans ce modèle se font à l’aide d’un animateur qui a le rôle de lecteur et de facilitateur de partage dans un cercle de lecture. C’est un modèle davantage centré sur la littérature, contrairement au RAYS qui n’en privilégie aucun et le BoP qui se centre uniquement sur les livres d’aide à soi-même.

Pour faciliter l’implantation de la bibliothérapie dans les bibliothèques, les auteurs donnent les recommandations suivantes. Les professionnels doivent cibler les groupes qu’ils désirent joindre, spécifiquement les groupes marginalisés, et promouvoir les livres bibliothérapeutiques dans leur collection. Leurs listes de livres ciblés dans la bibliothérapie doivent cibler à la fois la fiction et les livres d’aide à soi-même, . Finalement, les bibliothèques publiques devraient développer des standards de services offerts pour éviter les manques de compréhension quant aux rôles des bibliothécaires dans la bibliothérapie et les écarts entre les services offerts et les besoins des usagers.
Des auteurs, tels que Kinney (1962) et Rongione (1972)  proposent que les bibliothécaires se forment en bibliothérapie, et ce dès l’université dans le cas de Kinney, pour acquérir les compétences nécessaires (ex. une connaissance de la psychologie et des dynamiques de groupe dans un contexte de bibliothèque).

## Associations
Plusieurs associations reliées à la bibliothérapie existent à l’échelle mondiale. Aux États-Unis, on retrouve notamment la National Association for Poetry Therapy (NAPT), une organisation à but non-lucratif. Toutefois, pour devenir praticien accrédité, il faut passer par l’International Federation for Biblio/Poetry Therapy (IFBPT),. Le site de l’IFBPT contient des ressources, un répertoire de professionnels et des renseignements sur la formation en poésie-thérapie/bibliothérapie. Il y a également l’Association Française de bibliothérapie qui présente de l’information et divers propos au sujet de cette pratique. Au Canada, de 1990 jusqu’à 2011, il y avait l’Association of Bibliotherapy and Applied Literature (ABAL), une organisation qui est par la suite devenue la Canadian Applied Literature Association jusqu’en 2018, après laquelle est devenue inactive.

## Recommandations
Dans  Ces livres qui nous font du bien : invitation à la bibliothérapie, Christilla Pellé-Douël propose :
- En cas de perte du sens de l’humour : Trois hommes dans un bateau de Jerome K. Jerome
- Pour lutter contre les sensations d’étouffement : Les derniers grizzlys de Rick Bass
- Contre le désespoir, ou pour retrouver l’espoir : Peter Pan de James Matthew Barrie

Dans son livre La bibliothérapie en médecine générale, Pierre-André Bonnet propose une liste de livres qu’il conseille dans le cadre de « self-help books » :
- Christophe André, Imparfait, libre et heureux, Odile Jacob.
- Lucien Auger, S’aider soi-même, Éditions de l’Homme.
- Charly Cungi et Ivan-Druon Note, Faire face à la dépression, Éditions Retz.
- Laurent Gounelle, L’Homme qui voulait être heureux, Anne Carrière.
- Rosette Poletti et Barbara Dobbs, L’Estime de soi, Jouvence

Le site Naître et grandir présente, dans sa fiche Bibliothérapie : aider son enfant grâce aux livres, différents usages du livre dans un contexte de bibliothérapie familiale afin d'accompagner l'enfant dans son développement : prise de conscience et compréhension, modélisation, identification, anxiété et détente, et propose également différents thèmes pour lesquels des titres et des vidéos sont suggérés.
Dans un contexte scolaire, la professeure au département de didactique de l’Université du Québec à Montréal Élaine Turgeon proposait, dans la chronique de la revue de littérature québécoise pour la jeunesse Lurelu «Des livres au cœur de la classe», le roman Une Infirmière du tonnerre, de Dominique Demers, afin de réaliser diverses activités. Le huitième chapitre, où Mademoiselle Charlotte, la protagoniste, prescrit des livres à ses patients, apparaît comme une invitation aux élèves de rédiger, pour des patients imaginaires, des prescriptions littéraires.